# Phase finale de la Ligue des nations de l'UEFA 2024-2025
Navigation
Édition précédente Édition suivante
La Phase finale de la Ligue des nations de l'UEFA 2024-2025 (ou Final four de la Ligue des nations) est le tournoi final de la quatrième édition de la Ligue des nations de l'UEFA, et se tient du 4 au 8 juin 2025.
Ce mini tournoi consiste à réunir les quatre demi-finalistes dans un même lieu sur quelques jours. Les deux vainqueurs des demi-finales s'affrontent alors pour le titre. Les deux autres perdants des demi-finales s'affrontent pour la 3e place du tournoi.

## Format et règlements
Les matchs de la phase finale sont à élimination directe. En cas de match nul à la fin du temps réglementaire, une prolongation de 2 fois 15 minutes est jouée (sauf dans le match pour la troisième place où la séance de tirs au but a lieu directement après les 90 minutes) ; un sixième changement est alors autorisé. Si les 2 équipes sont toujours à égalité, une séance de tirs au but détermine le vainqueur. Enfin, tous les matchs bénéficieront de la technologie sur la ligne de but, de la VAR et des 5 changements.
Chaque nation doit fournir une liste de 23 joueurs, dont trois doivent être des gardiens. Chaque liste doit être définitive 10 jours avant le match d'ouverture. Un joueur qui déclare forfait avant le premier match de son équipe peut être remplacé, sous réserve de l’approbation finale de l’UEFA.

## Qualifications
Les quatre pays vainqueurs de leur quart de finale dans la Ligue A se qualifient pour la phase finale de la Ligue des nations.

### Équipes qualifiées
| Quart de finale   | Pays        | Date de qualification | Classement général de la Ligue A | Participations à la phase finale | Meilleur résultat |
| ----------------- | ----------- | --------------------- | -------------------------------- | -------------------------------- | ----------------- |
| Quart de finale 1 | Espagne T   | 23 mars 2025          | 1                                | 2 (2021, 2023)                   | Vainqueur         |
| Quart de finale 2 | France      | 23 mars 2025          | 4                                | 1 (2021)                         | Vainqueur         |
| Quart de finale 3 | Portugal    | 23 mars 2025          | 3                                | 1 (2019)                         | Vainqueur         |
| Quart de finale 4 | Allemagne H | 23 mars 2025          | 2                                | Première                         | -                 |

### Tirage au sort
Le tirage au sort des demi-finales a lieu le 22 novembre 2024 à Nyon en Suisse en même temps que les quarts de finale et les barrages de promotion-relégation. Les 4 équipes qualifiées sont réparties en deux demi-finales, un match pour la 3e place et une finale en match aller simple. Le pays organisateur de la phase finale à 4 sera désigné parmi les quatre vainqueurs des quarts de finale. Le pays organisateur sera dans la première demi-finale.

## Désignation du pays hôte
L'Allemagne et l'Italie qui se rencontrent en quart de finale, sont candidats à l'organisation de la phase finale en juin 2025,. La nation remportant ce quart de finale est donc l'hôte de la Phase finale de la Ligue des nations.

### Villes et stades
Le cahier des charges de l'UEFA stipule que la phase finale doit se dérouler dans deux stades d'une capacité minimale de 30 000 places : soit dans la même ville, soit séparés d'une distance inférieure à 150 km.
| Stuttgart         | [[Fichier:Germany2 location map.svg\|175px\|{{#if:\|{{{alt}}}\|Phase finale de la Ligue des nations de l'UEFA 2024-2025 est dans la page Allemagne.]]Stuttgart Munich | Munich                |
| ----------------- | --- | --------------------- |
| Stuttgart Arena   | [[Fichier:Germany2 location map.svg\|175px\|{{#if:\|{{{alt}}}\|Phase finale de la Ligue des nations de l'UEFA 2024-2025 est dans la page Allemagne.]]Stuttgart Munich | Munich Football Arena |
| Capacité : 54 000 | [[Fichier:Germany2 location map.svg\|175px\|{{#if:\|{{{alt}}}\|Phase finale de la Ligue des nations de l'UEFA 2024-2025 est dans la page Allemagne.]]Stuttgart Munich | Capacité : 67 000     |
|                   | [[Fichier:Germany2 location map.svg\|175px\|{{#if:\|{{{alt}}}\|Phase finale de la Ligue des nations de l'UEFA 2024-2025 est dans la page Allemagne.]]Stuttgart Munich |                       |

## Tableau final
|  | Demi-finales            | Demi-finales         | Demi-finales         | Demi-finales         |                               |          | Finale               | Finale               | Finale               | Finale               |
|  |                         |                      |                      |                      |                               |          |                      |                      |                      |                      |
|  | 4 juin 2025 à Munich    | 4 juin 2025 à Munich | 4 juin 2025 à Munich | 4 juin 2025 à Munich |                               |          | 8 juin 2025 à Munich | 8 juin 2025 à Munich | 8 juin 2025 à Munich | 8 juin 2025 à Munich |
|  | Allemagne               | Allemagne            | 1                    | 1                    |                               |          | 8 juin 2025 à Munich | 8 juin 2025 à Munich | 8 juin 2025 à Munich | 8 juin 2025 à Munich |
|  | Allemagne               | Allemagne            | 1                    | 1                    |                               |          | 8 juin 2025 à Munich | 8 juin 2025 à Munich | 8 juin 2025 à Munich | 8 juin 2025 à Munich |
|  | Portugal                | Portugal             | 2                    | 2                    |                               |          | 8 juin 2025 à Munich | 8 juin 2025 à Munich | 8 juin 2025 à Munich | 8 juin 2025 à Munich |
|  | Portugal                | Portugal             | 2                    | 2                    | Portugal                      | Portugal | 2 tab (5)            | 2 tab (5)            |                      |                      |
|  | 5 juin 2025 à Stuttgart |                      |                      |                      | Portugal                      | Portugal | 2 tab (5)            | 2 tab (5)            |                      |                      |
|  |                         |                      | Espagne              | Espagne              | 2 ap (3)                      | 2 ap (3) |                      |                      |                      |                      |
|  | Espagne                 | Espagne              | Espagne              | Espagne              | 2 ap (3)                      | 2 ap (3) | 5                    | 5                    |                      |                      |
|  | Espagne                 | Espagne              |                      |                      |                               |          |                      | 5                    |                      |                      |
|  | France                  | France               | 4                    | 4                    |                               |          |                      |                      |                      |                      |
|  | France                  | France               | 4                    | 4                    | Match pour la troisième place |          |                      |                      |                      |                      |
|  |                         |                      |                      |                      |                               |          |                      |                      |                      |                      |
|  | 8 juin 2025 à Stuttgart |                      |                      |                      |                               |          |                      |                      |                      |                      |
|  | Allemagne               | Allemagne            | 0                    | 0                    |                               |          |                      |                      |                      |                      |
|  | Allemagne               | Allemagne            | 0                    | 0                    |                               |          |                      |                      |                      |                      |
|  | France                  | France               | 2                    | 2                    |                               |          |                      |                      |                      |                      |
|  | France                  | France               | 2                    | 2                    |                               |          |                      |                      |                      |                      |

### Demi-finales
| Match 1           | Allemagne | 1 - 2   | Portugal                    | Munich Football Arena, Munich                  |                                                |
| 4 juin 2025 21h00 | Wirtz 48e | (0 - 0) | 65e Conceição · 68e Ronaldo | Spectateurs : 65 823 Arbitrage : Slavko Vinčić | Spectateurs : 65 823 Arbitrage : Slavko Vinčić |
| 4 juin 2025 21h00 | Rapport   |         |                             | Spectateurs : 65 823 Arbitrage : Slavko Vinčić | Spectateurs : 65 823 Arbitrage : Slavko Vinčić |

| Allemagne | Portugal |

| ALLEMAGNE :       |    |                        |     |     |
|                   |    |                        |     |     |
| Titulaires :      |    |                        |     |     |
| Gardien de but    | 01 | Marc-André ter Stegen  |     |     |
|                   | 02 | Waldemar Anton         |     | 71e |
|                   | 04 | Jonathan Tah           | 80e |     |
|                   | 03 | Robin Koch             |     |     |
|                   | 06 | Joshua Kimmich         |     |     |
|                   | 25 | Aleksandar Pavlović    |     | 71e |
|                   | 08 | Leon Goretzka          |     |     |
|                   | 18 | Maximilian Mittelstädt |     |     |
|                   | 19 | Leroy Sané             |     | 61e |
|                   | 17 | Florian Wirtz          | 80e |     |
|                   | 11 | Nick Woltemade         |     | 61e |
| Remplaçants :     |    |                        |     |     |
|                   | 09 | Niclas Füllkrug        | 84e | 61e |
|                   | 20 | Serge Gnabry           |     | 61e |
|                   | 07 | Felix Nmecha           |     | 71e |
|                   | 14 | Karim Adeyemi          |     | 71e |
| Sélectionneur :   |    |                        |     |     |
| Julian Nagelsmann |    |                        |     |     |

| PORTUGAL :       |    |                     |     |     |
|                  |    |                     |     |     |
| Titulaires :     |    |                     |     |     |
| Gardien de but   | 01 | Diogo Costa         |     |     |
|                  | 15 | João Neves          |     | 58e |
|                  | 03 | Rúben Dias          | 84e |     |
|                  | 14 | Gonçalo Inácio      |     |     |
|                  | 25 | Nuno Mendes         |     |     |
|                  | 18 | Rúben Neves         | 52e | 58e |
|                  | 10 | Bernardo Silva      |     |     |
|                  | 16 | Francisco Trincão   |     | 58e |
|                  | 8  | Bruno Fernandes     |     |     |
|                  | 20 | Pedro Neto          |     | 83e |
|                  | 07 | Cristiano Ronaldo   |     | 90e |
| Remplaçants :    |    |                     |     |     |
|                  | 02 | Nélson Semedo       |     | 58e |
|                  | 23 | Vitinha             |     | 58e |
|                  | 26 | Francisco Conceição |     | 58e |
|                  | 21 | Diogo Jota          |     | 83e |
|                  | 06 | João Palhinha       |     | 90e |
| Sélectionneur :  |    |                     |     |     |
| Roberto Martínez |    |                     |     |     |

| Arbitres assistants : Tomaž Klančnik Andraž Kovačič Quatrième arbitre : Matej Jug Arbitre vidéo : Alen Borošak Arbitre assistant vidéo : Rade Obrenovič Homme du match : Francisco Conceição |

| Match 2           | Espagne                                                      | 5 - 4   | France                                                               | Stuttgart Arena, Stuttgart                      |                                                 |
| 5 juin 2025 21h00 | Williams 22e · Merino 25e · Yamal 54e (pen.) 67e · Pedri 55e | (2 - 0) | 59e (pen.) Mbappé · 79e Cherki · 84e (csc) Vivian · 90+3e Kolo Muani | Spectateurs : 51 724 Arbitrage : Michael Oliver | Spectateurs : 51 724 Arbitrage : Michael Oliver |
| 5 juin 2025 21h00 | Rapport                                                      |         |                                                                      | Spectateurs : 51 724 Arbitrage : Michael Oliver | Spectateurs : 51 724 Arbitrage : Michael Oliver |

| Espagne | France |

| ESPAGNE :         |    |                  |       |       |
|                   |    |                  |       |       |
| Titulaires :      |    |                  |       |       |
| Gardien de but    | 23 | Unai Simón       |       |       |
|                   | 02 | Pedro Porro      |       |       |
|                   | 03 | Robin Le Normand |       | 77e   |
|                   | 12 | Dean Huijsen     |       |       |
|                   | 24 | Marc Cucurella   |       |       |
|                   | 06 | Mikel Merino     |       | 90+1e |
|                   | 18 | Martín Zubimendi |       |       |
|                   | 20 | Pedri            |       | 64e   |
|                   | 19 | Lamine Yamal     | 33e   |       |
|                   | 21 | Mikel Oyarzabal  |       | 77e   |
|                   | 11 | Nico Williams    |       | 64e   |
| Remplaçants :     |    |                  |       |       |
|                   | 08 | Fabián Ruiz      |       | 64e   |
|                   | 10 | Dani Olmo        |       | 64e   |
|                   | 05 | Daniel Vivian    |       | 77e   |
|                   | 26 | Samu Aghehowa    |       | 77e   |
|                   | 09 | Gavi             | 90+6e | 90+1e |
| Sélectionneur :   |    |                  |       |       |
| Luis de la Fuente |    |                  |       |       |

| FRANCE :         |    |                   |       |     |
|                  |    |                   |       |     |
| Titulaires :     |    |                   |       |     |
| Gardien de but   | 16 | Mike Maignan      |       |     |
|                  | 19 | Pierre Kalulu     |       | 63e |
|                  | 15 | Ibrahima Konaté   |       |     |
|                  | 05 | Clément Lenglet   |       | 72e |
|                  | 22 | Théo Hernandez    | 82e   |     |
|                  | 13 | Manu Koné         | 90+7e |     |
|                  | 14 | Adrien Rabiot     | 51e   |     |
|                  | 07 | Ousmane Dembélé   |       | 76e |
|                  | 11 | Michael Olise     |       | 63e |
|                  | 24 | Désiré Doué       |       | 63e |
|                  | 10 | Kylian Mbappé     |       |     |
| Remplaçants :    |    |                   |       |     |
|                  | 17 | Malo Gusto        |       | 63e |
|                  | 20 | Bradley Barcola   |       | 63e |
|                  | 25 | Rayan Cherki      |       | 63e |
|                  | 21 | Lucas Hernandez   |       | 72e |
|                  | 12 | Randal Kolo Muani | 90+4e | 76e |
| Sélectionneur :  |    |                   |       |     |
| Didier Deschamps |    |                   |       |     |

| Arbitres assistants : Stuart Burt James Mainwaring Quatrième arbitre : Andrew Madley (en) Arbitre vidéo : Jarred Gillett (en) Arbitre assistant vidéo : Michael Salisbury (en) Homme du match : Lamine Yamal |

### Match pour la troisième place
| Match 3                                         | Allemagne | 0 - 2   | France                                         | Stuttgart Arena, Stuttgart                          |                                                     |
| 8 juin 2025 · 15h00 · Historique des rencontres |           | (0 - 1) | 45e Mbappé (Tchouaméni ) · 84e Olise (Mbappé ) | Spectateurs : 51 313 Arbitrage : Ivan Kružliak (en) | Spectateurs : 51 313 Arbitrage : Ivan Kružliak (en) |
| 8 juin 2025 · 15h00 · Historique des rencontres | Rapport   |         |                                                | Spectateurs : 51 313 Arbitrage : Ivan Kružliak (en) | Spectateurs : 51 313 Arbitrage : Ivan Kružliak (en) |

| Allemagne | France |

| ALLEMAGNE :                       |    |                        |     |     |
|                                   |    |                        |     |     |
| Titulaires :                      |    |                        |     |     |
| Gardien de but                    | 01 | Marc-André ter Stegen  |     |     |
|                                   | 06 | Joshua Kimmich         |     |     |
|                                   | 04 | Jonathan Tah           | 61e |     |
|                                   | 03 | Robin Koch             |     |     |
|                                   | 22 | David Raum             | 29e | 65e |
|                                   | 05 | Pascal Groß            |     | 73e |
|                                   | 08 | Leon Goretzka          |     | 65e |
|                                   | 11 | Nick Woltemade         |     | 46e |
|                                   | 17 | Florian Wirtz          |     |     |
|                                   | 14 | Karim Adeyemi          | 35e | 78e |
|                                   | 09 | Niclas Füllkrug        |     |     |
| Remplaçants :                     |    |                        |     |     |
|                                   | 13 | Deniz Undav            |     | 46e |
|                                   | 26 | Tom Bischof            |     | 65e |
|                                   | 18 | Maximilian Mittelstädt |     | 65e |
|                                   | 15 | Thilo Kehrer           |     | 73e |
|                                   | 20 | Serge Gnabry           |     | 78e |
| Sélectionneur : Julian Nagelsmann |    |                        |     |     |
|                                   |    |                        |     |     |

| FRANCE :                         |    |                     |     |     |
|                                  |    |                     |     |     |
| Titulaires :                     |    |                     |     |     |
| Gardien de but                   | 16 | Mike Maignan        |     |     |
|                                  | 17 | Malo Gusto          |     |     |
|                                  | 04 | Loïc Badé           |     |     |
|                                  | 21 | Lucas Hernandez     | 61e |     |
|                                  | 03 | Lucas Digne         | 12e |     |
|                                  | 08 | Aurélien Tchouaméni |     | 68e |
|                                  | 14 | Adrien Rabiot       |     |     |
|                                  | 12 | Randal Kolo Muani   |     | 68e |
|                                  | 25 | Rayan Cherki        |     | 68e |
|                                  | 09 | Marcus Thuram       |     | 90e |
|                                  | 10 | Kylian Mbappé       |     |     |
| Remplaçants :                    |    |                     |     |     |
|                                  | 11 | Michael Olise       |     | 68e |
|                                  | 13 | Manu Koné           |     | 68e |
|                                  | 24 | Désiré Doué         |     | 68e |
|                                  | 06 | Mattéo Guendouzi    |     | 90e |
| Sélectionneur : Didier Deschamps |    |                     |     |     |
|                                  |    |                     |     |     |

| Arbitres assistants : Branislav Hancko Jan Pozor Quatrième arbitre : Erik Lambrechts Arbitre vidéo : Luca Pairetto Arbitre assistant vidéo : Michael Fabbri (en) Homme du match : Kylian Mbappé |

### Finale
| Finale                                                          | Portugal                                           | 2 - 2 a. p.           | Espagne                        | Allianz Arena, Munich                                                |                                                                      |
| Dimanche 8 juin 2025 · 21h00 (CEST) · Historique des rencontres | Mendes 26e · Ronaldo 61e                           | (1 - 2, 2 - 2, 2 - 2) | 21e Zubimendi · 45e Oyarzabal  | Spectateurs : 65 852 Diffuseur : TF1 Arbitrage : Sandro Schärer (en) | Spectateurs : 65 852 Diffuseur : TF1 Arbitrage : Sandro Schärer (en) |
| Dimanche 8 juin 2025 · 21h00 (CEST) · Historique des rencontres | Rapport                                            |                       |                                | Spectateurs : 65 852 Diffuseur : TF1 Arbitrage : Sandro Schärer (en) | Spectateurs : 65 852 Diffuseur : TF1 Arbitrage : Sandro Schärer (en) |
| Dimanche 8 juin 2025 · 21h00 (CEST) · Historique des rencontres | G. Ramos · Vitinha · Fernandes · Mendes · R. Neves | Tirs au but 5 - 3     | Merino · Baena · Isco · Morata | Spectateurs : 65 852 Diffuseur : TF1 Arbitrage : Sandro Schärer (en) | Spectateurs : 65 852 Diffuseur : TF1 Arbitrage : Sandro Schärer (en) |

| Portugal | Espagne |

| PORTUGAL :                            |    |                     |      |      |
|                                       |    |                     |      |      |
| Titulaires :                          |    |                     |      |      |
| Gardien de but                        | 01 | Diogo Costa         |      |      |
|                                       | 15 | João Neves          |      | 46e  |
|                                       | 03 | Rúben Dias          |      |      |
|                                       | 14 | Gonçalo Inácio      | 19e  | 74e  |
|                                       | 25 | Nuno Mendes         | 100e |      |
|                                       | 10 | Bernardo Silva      |      | 74e  |
|                                       | 23 | Vitinha             |      |      |
|                                       | 20 | Pedro Neto          | 82e  | 105e |
|                                       | 08 | Bruno Fernandes     |      |      |
|                                       | 26 | Francisco Conceição |      | 46e  |
|                                       | 07 | Cristiano Ronaldo   |      | 88e  |
| Remplaçants :                         |    |                     |      |      |
|                                       | 18 | Ruben Neves         |      | 46e  |
|                                       | 02 | Nélson Semedo       |      | 46e  |
|                                       | 13 | Renato Veiga        |      | 74e  |
|                                       | 17 | Rafael Leão         |      | 74e  |
|                                       | 09 | Gonçalo Ramos       |      | 88e  |
|                                       | 21 | Diogo Jota          |      | 105e |
| Sélectionneur : Roberto Martínez 110e |    |                     |      |      |
|                                       |    |                     |      |      |

| ESPAGNE :                         |    |                  |       |      |
|                                   |    |                  |       |      |
| Titulaires :                      |    |                  |       |      |
| Gardien de but                    | 23 | Unai Simón       |       |      |
|                                   | 14 | Oscar Mingueza   |       | 93e  |
|                                   | 03 | Robin Le Normand | 90+1e |      |
|                                   | 12 | Dean Huijsen     |       |      |
|                                   | 24 | Marc Cucurella   |       |      |
|                                   | 20 | Pedri            |       | 75e  |
|                                   | 18 | Martín Zubimendi |       |      |
|                                   | 08 | Fabián Ruiz      | 33e   |      |
|                                   | 19 | Lamine Yamal     |       | 105e |
|                                   | 21 | Mikel Oyarzabal  |       | 111e |
|                                   | 11 | Nico Williams    |       | 92e  |
| Remplaçants :                     |    |                  |       |      |
|                                   | 22 | Isco             |       | 75e  |
|                                   | 06 | Mikel Merino     |       | 75e  |
|                                   | 16 | Álex Baena       | 100e  | 92e  |
|                                   | 02 | Pedro Porro      | 110e  | 93e  |
|                                   | 15 | Yeremi Pino      |       | 105e |
|                                   | 07 | Álvaro Morata    |       | 111e |
| Sélectionneur : Luis de la Fuente |    |                  |       |      |
|                                   |    |                  |       |      |

| Arbitres assistants : Jonas Erni Susann Küng Quatrième arbitre : Serdar Gözübüyük Arbitre vidéo : Fedayi San Arbitre assistant vidéo : Dennis Higler Pol van Boekel Homme du match : Nuno Mendes |

## Récompenses et statistiques

### Classement final
| Classement de la phase finale de la Ligue des nations |           |                         |
| \| Place \| Nation \| Stade de la compétition \| \| ------------------ \| --------- \| ----------------------- \| \| Médaille d'or \| Portugal \| Vainqueur \| \| Médaille d'argent \| Espagne \| Finale \| \| Médaille de bronze \| France \| Demi-finale \| \| 4 \| Allemagne \| Demi-finale \| |           |                         |
| Place | Nation    | Stade de la compétition |
| Médaille d'or | Portugal  | Vainqueur               |
| Médaille d'argent | Espagne   | Finale                  |
| Médaille de bronze | France    | Demi-finale             |
| 4 | Allemagne | Demi-finale             |

### Classement des buteurs

#### 2 buts
- Cristiano Ronaldo
- Lamine Yamal (1 penalty)
- Kylian Mbappé (1 penalty)

#### 1 but
- Pedri
- Mikel Merino
- Mikel Oyarzabal
- Martín Zubimendi
- Kolo Muani
- Rayan Cherki
- Michael Olise
- Nico Williams
- Francisco Conceição
- Nuno Mendes
- Florian Wirtz

#### But contre son camp
- Daniel Vivian (pour la France)

### Meilleur joueur
| Place         | Joueur      |
| ------------- | ----------- |
| Médaille d'or | Nuno Mendes |